# ستاراتس
ستاراتس (به صربی: Starac) یک منطقهٔ مسکونی در صربستان است که در بوجانوواچ واقع شده‌است. ستاراتس ۲۶۰ نفر جمعیت دارد.